# Barrage des Aigrettes
Die Barrage des Aigrettes und die Barrage de Damanda sind zwei Stauwehre über den Niger in Bamako, Mali.
Die rund 750 m lange Barrage de Damanda verbindet das linke Ufer mit einer Insel in Strommitte. Die rund 350 m lange Barrage des Aigrettes steht etwa 500 m stromabwärts und verbindet eine zweite Insel mit dem Einlaufbauwerk zum Canal de Baguinéda am rechten Ufer. Die beiden Inseln sind durch ein knapp 50 m langes Wehr verbunden.
Die Stauwehre fallen beim niedrigsten Wasserstand im Frühjahr trocken; der Strom kann dann für kurze Zeit zu Fuß überquert werden.
Die Anlage war Teil eines Bewässerungsprogrammes der Kolonialverwaltung von Französisch-Westafrika bzw. Französisch-Sudan, mit dem in der 22 km entfernten Ebene von Baguinéda 5.000 bis 10.000 ha Land zum Baumwollanbau gewonnen werden sollten. Der erste Teil der Arbeiten mit dem Stauwehren und dem Kanal wurden zwischen 1926 und 1928 ausgeführt und im Februar 1929 von André Maginot, dem damaligen französischen Kolonialminister, eröffnet.
Damals dachte man auch darüber nach, mit dem Kanal eine schiffbare Verbindung zwischen den Abschnitten Kouroussa–Bamako und Koulikoro–Ansongo herzustellen.
Heute dient der Kanal der Bewässerung von etwa 3.000 ha Ackerland und als Zulauf für die Centrale hydroélectrique de Sotuba, ein 2,8 km stromabwärts an der Chaussée de Sotuba und der Pont de l’amitié sino-malienne stehendes, zwischen 1964 und 1966 errichtetes Laufwasserkraftwerk mit einer Leistung von 5,7 MW, neben dem Anfang der 2020er Jahre ein weiteres Kraftwerk eröffnet werden soll.